# Peter Deimböck
Peter Deimböck (* 24. April 1942 in Wien) ist ein ehemaliger österreichischer Radrennfahrer und nationaler Meister im Radsport.

## Sportliche Laufbahn
Deimböck startete bei den Olympischen Sommerspielen 1960 in Rom. Dort war er in zwei Wettbewerben am Start. Im Mannschaftszeitfahren belegte das Team aus Österreich mit Peter Deimböck, Fritz Inthaler, Kurt Postl, und Kurt Schweiger den 13. Rang. Er bestritt mit dem Bahnvierer die Mannschaftsverfolgung, der Vierer aus Österreich mit Günther Kriz, Peter Deimböck, Kurt Garschal und Kurt Schein schied in der Qualifikation aus.
1961 gewann er die nationale Meisterschaft im Sprint und eine Etappe der Österreich-Rundfahrt. 1962 konnte er eine weitere Etappe der heimischen Rundfahrt für sich entscheiden. Er bestritt die Internationale Friedensfahrt, die er auf dem 46. Platz der Gesamtwertung beendete.